# Tristar Gym
La Tristar Gym è un'accademia di arti marziali miste canadese, fondata da Conrad Pla a Montréal, Canada. Gli allenatori con più notorietà del team sono l'ex campione di kickboxing Conrad Pla, Firas Zahabi e Bruno Fernandes.
Inoltre è il più famoso ed il più forte team di MMA del Canada, anche grazie ai talenti che ne fanno parte. Tra questi l'ex campione UFC Georges St-Pierre e lo specialista di ogni disciplina di arti marziali Rory MacDonald.

## Atleti di rilievo
- Georges St-Pierre -due volte campione dei pesi welter UFC
- Rory MacDonald - campione dei pesi welter Bellator
- Miguel Torres -campione dei pesi gallo WEC
- David Loiseau - campione dei pesi medi TPF e dei pesi mediomassimi ECC
- Patrick Côté - campione dei pesi medi MFC
- Tom Watson - campione dei pesi medi BAMMA e UCMMA
- Hatsu Hioki - campione dei pesi piuma Shooto e Sengoku
- Nick Denis - campione dei pesi gallo KOTC
- Rick Hawn - plurivincitore dei tornei dei pesi welter e pesi leggeri Bellator
- Ryan Ford - campione dei pesi welter AFC, TFC e WSOF Canada
- Kenny Florian
- Francis Carmont